# Sheryl Underwood
Sheryl Patrice Underwood (Little Rock, 28 ottobre 1963) è una comica, attrice e conduttrice televisiva statunitense.

## Biografia
Sheryl Underwood è nata il 28 ottobre 1963 a Little Rock, in Arkansas. Con la famiglia, in seguito si è trasferita ad Atwater, in California, dove ha frequentato il liceo. Ha un fratello, Michael, e una sorella maggiore, Frankie, a cui è stata diagnosticata la poliomielite. Dopo la laurea, è entrata a far parte della United States Air Force, dove ha prestato servizio per due anni nelle riserve. Ha vinto il premio BET "Funniest Female Comedian on Comic View" nel 1994 e il Platinum Mic Viewers Choice Award dei BET Comedy Awards nel 2005. Successivamente ha preso parte in film, come I Got the Hook Up e Beauty Shop e in alcuni programmi, come il Tom Joyner Morning Show, e lo Steve Harvey Morning Show. Successivamente ha condotto il suo programma radiofonico, Sheryl Underwood and Company e, il martedì sera, il The Sheryl Underwood Show sul canale Sirius Satellite Radio. Nel 2011, Underwood è diventata la co-conduttore del talk show della CBS The Talk, sostituendo Leah Remini.

## Vita privata
Underwood ha conseguito una laurea presso l'Università dell'Illinois a Chicago e un master presso la Governors State University. Underwood, inoltre ha anche prestato servizio nelle forze armate. Sostiene il Partito Repubblicano da tutta la vita ma, ha sostenuto la rielezione di Barack Obama nelle elezioni presidenziali degli Stati Uniti del 2012. Inoltre, nel 2016, ha sostenuto la campagna di Hillary Clinton nelle elezioni del 2016.

## Filmografia

### Attrice

#### Cinema
- Bulworth - Il senatore (Bulworth), regia di Warren Beatty (1998)
- I Got the Hook Up, regia di Michael Martin (1998)
- Beauty Shop, regia di Bille Woodruff (2005)
- The Bounce Back - I passi dell'amore (The Bounce Back), regia di Youssef Delara (2016)
- I Got the Hook Up 2, regia di Corey Grant (2019)

#### Televisione
- Holla - serie TV (2002)
- Nikki - serie TV, episodio 2x18 (2002)
- Febbre d'amore (The Young and the Restless) - serie TV, 2 episodi (2012-2013)
- The Millers - serie TV, episodio 1x08 (2013)
- Madam Secretary - serie TV, episodio 1x01 (2016)
- The Comeback - serie TV, episodio 2x07 (2014)
- Supergirl - serie TV, episodio 1x16 (2016)
- The Odd Couple - serie TV, 3 episodi (2016)
- Beautiful - serie TV, 9 episodi (2016-2019)
- Jane the Virgin - serie TV, episodio 4x10 (2018)
- Happy Together - serie TV, episodio 1x09 (2018)
- Wrap Battle - serie TV (2019)
- Kidding - Il fantastico mondo di Mr. Pickles (Kidding) - serie TV, episodio 2x04 (2020)
- The Neighborhood - serie TV, episodio 5x17 (2023)

### Sceneggiatrice
- Laffapalooza - serie TV, episodio 1x02 (2003)
- Comedy Central Presents - serie TV, episodio 7x24 (2003)
- 1st Amendment Stand Up - serie TV, 4 episodi (2007-2010)

#### Produttrice
- Holla - serie TV (2002)

## Programmi televisivi
- BET's Comicview - conduttrice (2005-2006)
- 1st Amendment Stand Up - conduttrice (2007-2010)
- The Talk - conduttrice (2011-in corso)
- CBS This Morning - co-conduttrice (2013-2015)
- Celebrity Name Game - concorrente (2014-2017)
- Entertainment Tonight - co-conduttrice (2014-2022)
- Celebrity Family Feud - concorrente (2016-2022)
- Daytime Emmy Awards 2017 - conduttrice (2017)
- Daytime Emmy Awards 2018 - conduttrice (2018)
- Daytime Emmy Awards 2019 - conduttrice (2019)
- Daytime Emmy Awards 2020 - conduttrice (2020)
- Daytime Emmy Awards 2021 - conduttrice (2021)

## Riconoscimenti
- Daytime Emmy Awards
  - 2014 - Candidatura al miglior conduttore di un talk show per The Talk
  - 2015 - Candidatura al miglior conduttore di un talk show per The Talk
  - 2016 - Candidatura al miglior conduttore di un talk show per The Talk
  - 2017 - Miglior conduttore di un talk show per The Talk
  - 2018 - Candidatura al miglior conduttore di un talk show per The Talk
  - 2019 - Candidatura al miglior conduttore di un talk show per The Talk
  - 2020 - Candidatura al miglior conduttore di un talk show per The Talk